# 吉根ゆりあ
吉根 ゆりあ（よしね ゆりあ、1996年5月26日 - ）は、日本のAV女優。ビーダッシュプロモーション所属。

## 略歴
中学・高校時代は女子校で過ごす。またこの頃、黒い服で胸が目立つところから友人から「ガンツ」というニックネームで呼ばれていた。
吉原に4年間務めた風俗嬢という肩書で、2019年6月19日発売『吉原で予約1年待ちだった伝説の巨乳ソープ嬢AVデビュー!! 吉根ゆりあ』（OPPAI）でAVデビュー。当時はバスト111cm、Mcupという触れ込みだったが、この「吉原の風俗嬢」という肩書はデビュー時の設定であったことを『月刊FANZA』2022年4月号で明かしている。
バストサイズは大きいが、俗にいう垂れ乳のため着やせするタイプ。太ましい体型でもなくウエストはくびれている。胸は人間の顔と同じ大きさと記述されることもある。愛称は「ゆりりん」。
2019年には澁谷果歩の後を受け、『澁谷果歩のたわわチャレンジ』（エンタ!959）の後継番組『吉根ゆりあのMの世界』の新MCとなる。
2021年3月、出演作『1000円カットのおネエさんにスいてもらう本。実写版 原作越山弱帥 累計売上6万部越えエロ度120%の肉感コミックを実写化』が週刊プレイボーイ選定「2021年エロデミー賞」特別業績賞を受賞。
2022年9月、FANZA / HHHグループ『トリプルHAPPYキャンペーン2021キャンペーン』のキャンペーンガール（全15人の内の1人）に就任 。
2022年12月1日には、DMM GAMES「クリムゾン妖魔大戦 新キャラクター声優公開オーディション」にエントリー。最終的に審査員特別枠で合格し、新キャラクター「緩芽ふわワ」役に決定した。また、2023年3月10日にクリムゾンが開催したYouTube生配信では改めて合格が発表されると共に吉根本人も電話出演している。本人によると「漫画原作のAVは何度も出演してきたがゆるふわ系女子は初めて」とのこと。
2023年5月22日週FANZA動画フロアランキングにて、吉根が出演した総集編作品『BAZOOKA 冬の大感謝セール コスパ最強ノーカットベスト爆乳限定2749分』（BAZOOKA）が1位を記録。
2023年9月29日、約4年ぶりに開催されたAVメーカーTMA主催のイベント「第12回アニクラTMA AV女優と逢えるアニソン & J-POPイベント4年ぶりの返り咲き『復活響宴』」（新宿ロフト）に出演。
2024年1月22日週FANZA通販フロアランキングにて、『上司のデカパイ嫁は僕のセフレちゃん 深夜遅くまで熱心に残業して奥さん寂しそうなので部長の代わりに僕が定時ピタ上がりして種付け調教アザース!! 吉根ゆりあ』（h.m.p）が初登場7位を記録。また同年2月26日週FANZA動画フロアランキングで2023年12月発売の『寡黙な地味系女子がまさかの痴女 巨乳彼女にひたすら搾り取られまくる話』（MOODYZ）が8位に上昇した。
2024年5月31日、川上ゆう、新村あかり、森沢かな共にスカパー!アダルト放送大賞の系譜を継ぐ「EXガールズ（3代目）」に就任。6月26日にお披露目会を開催。
2024年9月6日、倉本すみれ、美園和花、大槻ひびき、橘メアリー、波多野結衣、森日向子、乙アリス、木下ひまり、月野江すいと共にFANZA / HHHグループ『トリプルハッピーキャンペーン2024』のキャンペーンガールに就任。
2024年10月17日週、FANZA通販フロアランキングにて『マゾ乳中出し Mカップ 吉根ゆりあ』（ゲインコーポレーション）が初登場9位となる。
2024年11月より、Fitch専属女優となる。
2025年3月30日、東京・レフカダ新宿で開催された『EXガールズ卒業イベント FunFan感謝祭』をもってEXガールズ（3代目）を卒業。

## 人物
ライターの安田理央は吉根の性格を「明るくて奔放」「あっけらかんとエッチな話をする女の子」と評している。また『凄テクを我慢できれば生★中出しSEX!』シリーズでは「一言ったら十行ってくる女」と異名を付けられた。
叔母の家にBL漫画がたくさんあり、エロの英才教育を受けて育つ。胸は小学3年生ごろから大きくなり、小学6年生でDカップであった。中学1年で実践に移し、高校は女子高だったものの陸上部の大会で知り合った男子や塾の男子とねんごろになり、いわく「中高生時代はビッチだった」。
AV業界入りのきっかけは大学時代にSMショーパブでバイトしたこと。SMショーにも出ており、縄で吊られる、蝋燭を垂らされることなどを楽しんでいたが、残念ながら店が閉店。スタッフや客に女優を含め、AV関係者がいたことで進路を相談したところ、複数人から薦められたことで「やってみよう」と決断した。デビュー当初はカメラを意識してのセックスができず、行為中に目を瞑ってしまうことが多かったが、「カメラはユーザーの視線である」「露出や見せつけと一緒」と気づき克服できたという。
成人漫画の実写化作品において巨乳役を演じることが多いことから「実写化の女王」の異名も持つ。2次元的な巨乳が配役に結び付いたのはもとより、「目の前の作品にしっかりと向き合ってきたので、それが次の作品につながっていった」と吉根自身は述べている。原作作品の難しさは、原作だと3ページ程度しか描かれていなくても、AVでは設定を活かしながら数十分に膨らませなければいけないことだという。また撮影の際は、原作に合わせて原則、体重コントロールも行っている。

## 作品
◎はBD版発売作品。

### アダルトDVD / BD
- 吉原で予約1年待ちだった伝説の巨乳ソープ嬢AVデビュー!!（6月19日、OPPAI）
- Mカップ × くびれ × 巨尻マキシマムボディ 吉根ゆりあ E-BODYデビュー 超乳ブルブル激ピストン3本番スペシャル（7月13日、E-BODY）
- 爆乳McupパイズリMANIAX 吉根ゆりあ（7月19日、OPPAI）
- MカップKカップ超乳女体サンドイッチ逆3Pハーレム 吉根ゆりあ 優月まりな（8月13日、E-BODY）
- 中出し解禁 おっぱい密着ホールドSEX 爆乳Mカップに包まれ快感射精（8月19日、OPPAI）
- 彼女のお姉さんは巨乳と中出しOKで僕を誘惑 吉根ゆりあ（9月19日、OPPAI）[26]
- Mcup高級ランジェリー販売員の誘惑セールス術 吉根ゆりあ（10月19日、OPPAI）
- 神乳Mカップ密着誘惑エステサロン おっぱいイチャイチャしながら連続射精!追撃男潮!!中出しフルコース（11月19日、OPPAI）
- 巨乳女教師の誘惑 吉根ゆりあ（12月19日、OPPAI）

- 巨乳女教師監禁中出しレ×プ 両親が留守な事を知らずに家庭訪問に来た使命感の強い新人の巨乳女教師を自宅に閉じ込めておっぱいが嫌いになるまでヤリ続けた3日間（1月19日、OPPAI）
- スペンス乳腺開発クリニックSpecial 吉根ゆりあ（2月19日、OPPAI）
- 彼氏に30日間禁欲させられケダモノになった巨乳をおれが先に寝取ってめちゃめちゃヤリまくってやった 吉根ゆりあ（3月19日、OPPAI）
- 施術と称して胸を揉みし抱く。変態整体師の超乳リンパマッサージ。（5月13日、ダスッ!）
- オヤジのハメ撮りドキュメント ねっとり濃厚に貪り尽くす体液ドロドロ汗だく性交 吉根ゆりあ（5月13日、Fitch）
- 吉根ゆりあ 8タイトル23本番8時間BEST（5月19日、OPPAI）※単体ベスト
- 亡き夫の面影を求めて息子との情事に溺れる親友の母に肉体関係を迫り、肉欲の限り犯し続けた。（6月7日、アタッカーズ）
- OB訪問NTR 吉根ゆりあ（6月7日、JET映像）
- 僕だけが独身だった夏―。帰省中、二人の義姉と汗にまみれた中出し性交。吉根ゆりあ 本真ゆり（7月25日、マドンナ）
- 父が出かけて2秒でセックスする母と息子 吉根ゆりあ（8月1日、VENUS）
- ボイン大好きしょう太くんのHなイタズラ 吉根ゆりあ（8月5日、グローリークエスト）
- 妊娠OK!! 色気むんむんで迫ってくる爆乳ヤリマン不倫人妻 吉根ゆりあ（9月1日、ワンズファクトリー）
- 本番無しのデリヘルを呼んだら地味で大人しい同僚の事務員がやって来た…この女今日から俺の生ハメ爆乳玩具 吉根ゆりあ（9月1日、Fitch）
- セクハラ! ぶっかけ! 中出し! 巨乳ムチムチオフィスレディ性欲処理係 稲場るか 野々宮みさと 吉根ゆりあ 本真ゆり（9月1日、MOODYZ）
- 巨乳の谷間はもはやマ○コだ! 女性器として扱うパイズリ 3（9月3日、グローリークエスト）
- 最低10発はヌクッ!! 巨乳を震わせながらイキまくる何発でも中出しOKの巨乳媚薬サロン（9月7日、unfinished）
- 夫が出張中に人妻さんの自宅で筆おろし 童貞くんを一晩でヤリチンに変身させる絶倫巨乳妻と10発射（9月10日、コスモス映像）
- 夫婦で挑戦! ジューン・ラブジョイの凄テクで夫が2回イカされたら妻が寝取られナマ中出しSEX!（9月13日、はじめ企画）※「人妻 ゆかり」役で出演。
- デカ尻ボインでムッチムチ♪ 吉根ゆりあ（9月19日、MARRION）
- 満員バスで背後から制服越しにねっとり乳揉み痴漢され腰をクネらせ感じまくる巨乳女子○生 11（9月24日、ナチュラルハイ）
- 吉根ゆりあの爆乳劇場Mcup! 111cm（10月1日、プラネットプラス/マラカス）
- マドンナ専属・妃ひかり 初熟れコミ!! 殿堂入りNTR作品「人妻とNTR町内旅行」の続編を忠実に実写化!! 原作・あらくれ 寝取られた人妻と寝取られる人妻 妃ひかり 吉根ゆりあ（10月7日、マドンナ）
- 混浴温泉で母親の巨乳ママ友二人に挟まれておもちゃにされた僕 VOL.2 吉根ゆりあ 羽生アリサ（10月8日、DANDY）
- 痴漢されてもしょうがないムチムチワンピースで満員電車に乗り込み触られて喜ぶ変態女 2（10月8日、ナチュラルハイ）
- むっちり神パイ ハーレム合計バスト227センチの神乳〈カミパイ〉コンビ爆誕!! 吉根ゆりあ 麻倉ゆあ（10月16日、DOC）
- 女教師in... (脅迫スイートルーム)吉根ゆりあ（10月30日、ドリームチケット）
- キャバ嬢のこぼれ落ちそうな柔巨乳が刺激的で見とれていると彼女が気づき、微笑まれ、物欲しそうな目つきで… 2（11月6日、DOC）
- 全裸パイパイハイスクール 大きなオッパイでボクだけに優しく性指導してくれる全裸女教師とのハレンチスクールライフ 吉根ゆりあ 松本菜奈実 羽生アリサ（11月13日、BAZOOKA）
- 隣の部屋に住む女が無防備な格好で洗濯物を取り込んでいたので思わずその巨乳を見ていると…（11月20日、DOC）
- 隣の爆乳妻 泥酔し部屋を間違え「ただいま〜!」吉根ゆりあ（12月1日、プラネットプラス/七狗留）
- レズビアンに囚われた女潜入捜査官 〜ウィルス研究所の冤罪に隠された真実の闇〜 吉根ゆりあ 晶エリー（12月7日、ビビアン）
- 1000円カットのおネエさんにスいてもらう本。実写版 原作 越山弱衰 累計売上6万部越えエロ度120%の肉感コミックを実写化!（12月1日、MOODYZ）
- 真・時間が止まる腕時計パート20 吉根ゆりあ（12月10日、ROCKET）
- 極上ボディで何度も射精させちゃう超淫乱高級デリヘル嬢 5（12月11日、BAZOOKA）
- 存在の耐えられないオッパイ! ドMでアブノーマルな妹の爆乳は一見にしかず! お兄ちゃん、ワタシ変態なんです … Jカップ112cm ゆりあ（12月13日、チェリーズれぼ/妄想族）
- 水泳全国1位になったボクの遺伝子求めて孕ませ懇願してくるスク水巨乳たちの逆4P痴女りスイミングスクール 吉根ゆりあ 今井夏帆 田中ねね（12月19日、OPPAI）
- ナチュラルハイ年末スペシャル 敏感 (恥) 巨乳痴漢 2020 完全版 10人全員乳揺れSEX Ver. 2枚組8時間（12月24日、ナチュラルハイ）

- 爆乳の家庭教師におっぱい密着ささやき淫語で誘惑され我慢できず 両親に隠れて中出ししまくった（1月1日、LUNATICS）
- ママシ●タ実話 吉根ゆりあ（1月7日、グローリークエスト）
- 東京乳輪 2021 田中ねね 辻井ほのか 吉根ゆりあ（1月8日、ROCKET）
- 巨乳人妻限定チャレンジ! 極小ビキニ人妻が拘束オイルマッサージでイキ我慢! 喘ぎ声漏れたらデカチン即ハメ! イっても終わらない追撃ピストン痙攣アクメ（1月13日、はじめ企画）
- 本物全裸素人 局部パーツ限界接写ファイル 2（1月15日、S級素人）
- 爆乳爆尻肉感レズビアン 本真ゆり 吉根ゆりあ（1月19日、レズれ!）
- 最初で最高のアナル解禁 久方ぶりの肛門性交にマゾ爆乳振り乱し幸福! 絶叫! 淫乱ケツマ○コイキ狂い連続アクメ! 吉根ゆりあ（1月19日、エムズビデオグループ）
- 神乳激乱舞 異次元の乳揺れ! 敏感な体は絶叫し痙攣絶頂を繰り返す（1月19日、TEPPAN）
- パンツスーツOLのピタパン尻に我慢できずにバックからねじ込むデカチン即ハメ! 2 内見中に強引にイカせる男性客の高速ピストン口説きSEXを完全収録!! 旦那の短小チ○ポでは届かない子宮の奥を激突きされたデカ尻OL妻が連続絶頂合計39回!（1月19日、DEEP'S）
- 真性ド・マゾ覚醒! タプタプの究極スライム爆乳 M女の烙印 吉根ゆりあ（1月29日、肉盛）
- Iカップロケットオッパイのエロ黒姉さん over age.30（2月12日、MERCURY）
- 憧れの爆乳先生と行く!! 二泊三日のわくわく温泉修学旅行（2月18日、グローリークエスト）
- 勝手に王様ゲームキット 吉根ゆりあ（3月25日、ROCKET）
- 悶絶! パイぱいオイルマッサージ スローパイズリ & スローセックス 吉根ゆりあ（4月19日、ドグマ）
- 上司の息子の悪ガキ2人に両乳首をデスクの下で舐め上げられ仕事中にイカされる巨乳OL（4月22日、ナチュラルハイ）
- ムチムチKカップ爆乳人妻 癒し系のおっとり奥さんは規格外ボディのドエロ牝でした!（4月24日、Shark）
- 内見中に大きな胸を揉まれ感じた巨乳不動産レディは生でヤられても拒めない?（5月7日、DANDY）
- このたびウチの妻 (28) がパート先のバイト君 (20) (童貞) にねとられました…→くやしいのでそのままAV発売お願いします。（5月7日、JET映像）
- 妄想爆発 妹が裸でウロウロするもんで目のやり場に困るんだが…!?（5月12日、MERCURY）
- チ○ポ狂いのドスケベ肉感ボディ奥様 IV（5月13日、クリスタル映像）
- 生徒の僕は女教師ふたりの甘い誘惑に負けて放課後ラブホで何度も何度も中出ししてしまった。美園和花 吉根ゆりあ（5月13日、ダスッ!）
- 止められない姉妹相姦 汗かき密着お風呂ビアン（5月19日、レズれ!）
- 初接客! Kカップ爆乳人妻新人デリヘル嬢が奴隷にされるまで 吉根ゆりあ（5月25日、マザー）
- 1000円カットのおネエさんにスいてもらう本。2 実写版 原作 越山弱衰 シリーズ累計11万部売上肉感200%コミック待望の実写化第2弾!（6月1日、MOODYZ）
- Anal Device Bondage XXIV 鉄拘束アナル拷問 吉根ゆりあ（6月3日、グローリークエスト）
- オイルボイン 神乳Mカップパイズリ密着中出しセックス!! 吉根ゆりあ（6月13日、クリスタル映像）
- パイマゾ 巨乳絶叫ぶっかけイキ狂い 吉根ゆりあ（6月19日、ドグマ）
- 出張先のホテルで愛の説教相部屋 色気むんむんW爆乳女上司に叱られ淫語乳責めで朝までマラ喰い中出しされたボク… 本真ゆり 吉根ゆりあ（6月19日、OPPAI）
- Wド痴女マスク 乳首ビンビンのWデカ乳に挟まれ身動きも出きずに何度も中出しさせる豊満ケダモノ女 ナミさん ユリさん（6月25日、痴女ヘブン）
- またベロちゅうしながら私のねばとろ唾液でチ○ポしごかれたいの?（7月1日、グローリークエスト）
- お願いを断れず献身的なパイズリ挟射で性処理してくれる巨乳看護師 VOL.2（7月8日、DANDY）
- しくまれた媚薬痩身エステ 4施術師が怪しいので警戒していたが、秘かに盛られた媚薬でまんまと快楽堕ち!!（7月9日、LEO）
- 5分に1回射精に導くフルオート無限連射ソープ 吉根ゆりあ（7月19日、OPPAI）
- 超乳激震性交 Mカップ巨尻くびれ神ボディの極み（7月19日、お母さん.com/妄想族）
- 乳首開発痴漢（7月22日、ナチュラルハイ）
- 混浴温泉で乳首をしつこく刺激する乳吸い責めに欲情した女は湯しぶきが立つハードピストンの快感で中出しを拒めない 6 総勢20人総集編付き2枚組 豪華版（7月22日、ナチュラルハイ）
- だれとでも定額挿れ放題! 病院編 2 月々定額料金さえ支払えば、病院内に勤務している女性スタッフ、女性患者、誰でも挿れ放題!（8月7日、Hunter）
- ドラレコNTR 20  車載カメラは見ていたねとられの一部始終を（8月7日、JET映像）
- 愛する妻を一生守ると俺は誓ったのにストーカーに寝取られてしまった 吉根ゆりあ（8月19日、ミセスの素顔/エマニエル）
- 出張先の宿がボクのミスで女上司と相部屋に! 普段から厳しい女上司は超不機嫌! 2（8月19日、Hunter）
- 美尻・巨尻美女の激イキ杭打ちピストンディルドオナニー（9月1日、OFFICE K’S）
- おしっこ114連発 98人（9月2日、グローリークエスト）
- 都合のイイ地味メガネ巨乳 乳首ビンビンいいなり後輩OLムチムチボディを揉みまくり、朝まで、何度も、中出し交遊録。吉根ゆりあ 松本菜奈実（9月7日、MOODYZ）
- 肛門まで愛して。 友里さん (34) アナルファック/2穴ファック3P/爆乳/小柄/ケツ穴アクメ/連続アクメ/素人/人妻（9月7日、イルカ/エマニエル）
- はたらく着衣巨乳娘のパッツパツおっぱいが規格外すぎて目に余るっ!!（9月10日、LEO）
- 乳首ハラスメントする巨乳レズビアンが私の上司。 部長の厳しく愛のある乳首指導で何度も絶頂する巨乳新入社員 初愛ねんね 吉根ゆりあ（9月14日、ビビアン）
- 私欲の為にパパ活するガードのユルい高学歴女子大生に生中出し 4時間 5（9月14日、宇宙企画）
- 「私の胸いつも見てますよね…?」 身近にいる無口で人見知りな地味女が隠れ巨乳で強すぎる性欲も隠れていた! しかもそれをボクだけが気づいている…（9月14日、Hunter）
- 綺麗でデカパイで爆尻でおまけにドスケベなパーフェクトお姉さんっ! 圧倒的…! Kカップ爆乳でオヤジザーメン搾り取り!!（9月25日、オイスター海運）
- 地味メガネ巨乳 肉感ムチムチ豊満ボディに密着挟まれ16発もイカされる無制限射精ソープ 佐山愛 吉根ゆりあ（9月28日、痴女ヘブン）◎
- 超密着! 肉感オイルエステ 吉根ゆりあ（10月1日、ワープエンタテインメント）
- サキュバス・獣人・エルフに中出しでドキュドキュ搾り取られる異世界ハーレムソープ（10月5日、MOODYZ）
- デリヘル呼んだら元同僚 人妻デリ嬢にとって最低最悪のお客様!!（10月23日、ビッグモーカル）
- DV被害者支援センターに助けを求めた流れ乳妻の悲劇の物語。吉根ゆりあ（10月26日、マザー）
- デビュー2周年記念 ごっくん解禁10連発127分ノンストップSEX撮影会 吉根ゆりあ（11月2日、Fitch）
- 【悲報】このあとこの巨乳ちゃんたちがマッサージ師のおじさん達に美味しくいただかれるっ!!（11月5日、LEO）
- 新しい引っ越し先は欲求不満の爆乳人妻ばかりが住む毎日ヤリまくりマンション 田中ねね 宝田もなみ 吉根ゆりあ（11月9日、BAZOOKA）
- 巨乳デリヘル 吉根ゆりあ（11月16日、ゲインコーポレーション）
- 「おばさんの私が下着を盗まれるなんて…」5 自分を女として見てくれるというだけで人妻は発情してしまうので本当チョロい（11月16日、かぐや姫Pt/妄想族）
- ムチムチ豊満ボディ風俗アパート 乳首ビンビン爆乳団地妻の密着ボディ接客無制限射精コース 吉根ゆりあ 塚田詩織（12月7日、MOODYZ）
- 地味で貞淑な顔をしているのに性欲モンスターのMカップ爆乳妻 吉根ゆりあ（12月9日、ヒビノ）
- セクハラママさんバレー! 4 ハイレグブルマ姿の人妻10人が挑む過酷なエロトレーニング（12月14日、かぐや姫Pt/妄想族）
- 「姉ちゃんもしかしてオナニーしてる?」 姉が四つん這いになって股間にペンを挟んでオナニーしていると思ったら下半身のトレーニングと聞いてビックリ!（12月14日、Hunter）
- ド淫乱なW爆乳むっちり姉妹が客を喰いまくる逆3Pスナック! 水原みその 吉根ゆりあ（12月21日、Fitch）
- 種無し旦那のためにボロ屋敷へ行き30日間精子を溜めた独身男と濃厚種付けセックスを楽しむ人妻 ゆりあ（12月28日、本中）
- 家事する代わりに巨乳過ぎる姉のおっぱいが1分間揉み放題!（12月28日、Hunter）

- ワイルド式日本人妻の寝取り方-実写版- WANZ初コミックコラボ&黒人解禁 売上5万部! 爆乳肉妻が犯され堕ちた黒人NTRを実写化!（1月4日、ワンズファクトリー）
- 角オナニー 擦り付けたら止まらない 5 13人（1月4日、かぐや姫Pt/妄想族）
- アナルオナニー（1月4日、グローリークエスト）
- 寝たきり看病NTR 怪我で寝たきりでほぼほぼ動けないマグロ状態の男 (巨根) に妻をねとられました……… （1月11日、JET映像）
- 裏オプでこっそりNN本番をヤラせてくれる人気の個室ピンサロ嬢（1月11日、BAZOOKA）
- 「お口で我慢して。その代わり好きに動いていいよ」 お口ま○こに高速ピストン!（1月11日、Hunter）
- 隣に越してきた地味巨乳人妻が挿入を懇願するまで強制乳首開発してやった（1月13日、電脳ラスプーチン）
- いきなりMcup × Jcup逆ナン 超乳モンスター痴女の肉感サンドイッチハーレム 吉根ゆりあ 水原みその（1月18日、E-BODY）
- 『ねぇ～どっちのマ○コが気持ちいい?』ダブルピストン騎乗位 & ダブル巨乳サンドされながら巨乳すぎる先輩女子社員とまさかの3P! どっちのマ○コが気持ち良いか競い合いだして…。（1月25日、Hunter）
- お触り厳禁の洗体エステで超ミニスカ美人エステ嬢に我慢できずこっそりタッチ! 当然、拒絶され落ち込んでいたら隣からエッチな喘ぎ声が聞こえて… 2（1月25日、Hunter）
- 勃起したままの男を肉感騎乗位エステで何度も射精させる爆乳エステティシャン VOL.3（1月27日、DANDY）
- 爆乳Mカップ機械人形●B × 口 & アナル & マ●コ3穴串刺しファック × 10連続大量ザーメンぶっかけ ゆりあ（1月28日、TMA）
- 説教がうるさい大嫌いな女上司を黙らせ3穴串刺し輪姦 吉根ゆりあ（2月1日、MOODYZ）
- 素人娘の全裸図鑑 21 今時の女の子11名が恥らいながら脱衣していく様子をじっくり撮影した、変態紳士のためのヘアヌードコレクション（2月8日、かぐや姫Pt/妄想族）
- 会社の非常階段で妻と他人がヤっていた!! 4（2月8日、JET映像）
- 王様ゲームで乱交しまくり! 若妻だらけの町内会は誘惑だらけ! 王様ゲームをやりたがるドスケベ若妻がハメを外し過ぎてまさかのハーレム大乱交! 3（2月8日、Hunter）
- ローションぬるぬるソープマットの上のお嬢たち!!（2月12日、MERCURY）
- 6年前、私のおっぱいを犯した強姦魔が刑期を終えて再び挟みに来る爆乳包射パイズリ追姦レ×プ 吉根ゆりあ（2月15日、OPPAI）
- 爆乳マニアにしか撮れない こだわりの着衣&ノーハンドパイズリ 吉根ゆりあ（3月1日、シネマユニット・ガス）
- 今日はこいつにヌカれたい。 吉根ゆりあ（3月4日、ワープエンタテインメント）
- ぷにもちオッパイで男を抜きまくる全裸バニーのパイズリ喫茶ハーレム 稲場るか 吉根ゆりあ 宝田もなみ（3月8日、Million）
- 人生初の彼女 (清楚) との初エッチは、彼女の妹 (ヤリマン) とそのセフレの指導付き!（3月8日、Hunter）
- ホテル痴漢 10 全裸羞恥中出しSP（3月10日、ナチュラルハイ）
- 自粛明けの風俗店お客様第1号! 棚ぼた5Pハーレム大乱交 小梅えな 松本菜奈実 佐知子 吉根ゆりあ（3月11日、OPPAI）
- 巨乳デリヘル ダブル超乳キャスト 吉根ゆりあ 塚田詩織（3月22日、ゲインコーポレーション）
- いつでも好きなタイミングで誰とでもエッチ出来ちゃう巨乳OLだらけのシェアハウスに入居したボクは勉強そっちのけでヤったりヤラレたり夢のヤリチン生活!（3月22日、Hunter）
- 終電無くなったので女上司たちの家で宅飲み→巨乳ビンタで密着ダメ出し説教され朝まで逆セクハラ種付けさせられた件。 田中ねね 吉根ゆりあ 三舩みすず（4月5日、kawaii*）
- AV女優の恥ずかしい局部アップ 裸のコレクション（4月12日、MERCURY）
- 『えっ生でするの? ダメだよ…』 絶対手を出してはいけない相手は3年以上もセックスしていない三十歳超えてる気の弱いおばさん!（4月12日、Hunter）
- 【巨乳妻専用】職場の人妻パコる【美爆乳! 超肉感!】巨乳撮り下ろし3名【オイルテカテカ】【極上パイズリ】【ノーブラニット】【ガラスでパイ拓】（4月23日、ビッグモーカル）
- 肛門喉奥膣穴 デカパイ3ツ穴マゾファッカー 吉根ゆりあ（4月26日、えむっ娘ラボ）
- 終電を逃した僕を泊めてくれたデカパイ同僚… ノーブラ部屋着から弾け出たおっぱいブルンに我慢できず夜明けまでヤリまくった! 吉根ゆりあ（5月3日、ワンズファクトリー）
- 残業中、2人きりの社内でパツパツスーツ巨乳人妻女上司のおっぱい挑発に乗せられ乳テクで何度もサービスぶっかけ射精させられた。 吉根ゆりあ（5月3日、LUNATICS）
- 超高級中出し専門ソープ 吉根ゆりあ（5月17日、MOODYZ）
- 色白デカ尻の家事代行おばさんに即ハメ! デカチンの虜になった人妻が翌日勝手に押しかけてきたので満足するまで何度も中出ししてあげた 14 吉根ゆりあ（5月17日、DEEP'S）
- 爆乳ケダモノおばさん 帰省先のド田舎で下品な親戚二人の豊満ボディプレスで汗だく痴女られた僕（5月24日、痴女ヘブン）
- 濡れ透け露出 Mカップ爆乳美女と汁だく野外交尾（5月26日、SUN）
- 素人娘がM男君の自宅を訪問! 責め経験ほぼゼロのうぶな女子たちが、底知れぬM心に触発されドS痴女性が開花! 「もう出ちゃうんですか…//」 乳首舐め手コキや顔騎フェラで散々焦らした後は、杭打ち騎乗位で自ら腰を振ってイキまくる! M男君の10倍昇天してもまだ足りず、精子がからっぽになるまで強制連続搾取! 4（5月27日、赤面女子）
- 無職で自信喪失中の教え子に夫に内緒で揉ませてあげた優しい優しい恩師の妻 吉根ゆりあ（6月7日、熟女大学/熟女卍）
- 至極のスライムおっぱい姉妹 夢のWポニョ乳 宝田もなみ 吉根ゆりあ（6月7日、桃太郎映像出版）
- 激揺れMcup爆乳シンデレラ! 吉根ゆりあ8時間BEST（6月7日、Fitch）※単体ベスト
- ひとり女子旅ナンパ 上京ちゃんが毎度おさわがせします Episode5 feat.FALENOTUBE（6月9日、FALENO）
- 近所で噂の最高級Kカップ乳妻 他人棒で突かれ揺れまくる肉感ボディ 爆乳爆尻猥褻寝取られ 吉根ゆりあ（6月14日、JET映像）
- 【奇跡】デリヘル呼んだら地元の巨乳な友達で非常においしい思いをした件!! 7（6月14日、BAZOOKA）
- ドロドロ近親相姦「私が家庭を壊しました」 義父と息子のセックスにイキ狂う淫乱爆乳嫁 禁断のメガMカップ 吉根ゆりあ（6月25日、ビッグモーカル）
- 挑発面接室 吉根ゆりあ（7月1日、ワープエンタテインメント）
- 奴隷華 歪んだ欲望の餌食にされる美しい肉便器達 吉根ゆりあ 有岡みう 塚田詩織（7月5日、Fitch）
- 一般男女モニタリングAV 近親相姦しちゃった家族のその後まで追跡スペシャル マジックミラーの向こうには家族想いの父親! 巨乳の母親と女子○校生の妹が童貞息子を親子丼3Pで筆おろし中出し!! …した後日談:母と兄と妹の何度も繰り返される超禁断のW近親相姦を家庭内盗撮 3（7月5日、DEEP'S）
- サウナレディーのお仕事 2022 人妻達による185分の密着まごころ洗体 & スパマッサージSP（7月7日、SODクリエイト）
- 昼におっぱい誘惑してくる女上司が、夜はアナルでお仕置きされたがるボクたち専用マゾメスドMセフレに変わる 吉根ゆりあ（7月19日、MOODYZ）
- 引退した私が優しくて美人な倅の嫁と日常的にSEXしている様子が録れましたのでせっかくなのでそのままAV転売致します 5（7月19日、カルマ）
- むっちり爆乳日焼けGAL’Sの逆ナンハーレム チョロい男たちをヤリモク密着フォーメーションで食い漁り!! in TOKYO 吉根ゆりあ 有岡みう（7月26日、Million）
- 幸せだけど退屈な夫婦生活を送っている人妻の本当の姿は…セックス漬けでマゾ開花させられどんな命令にでも従ってしまう変態爆乳奴隷 ゆりあ（8月2日、グローリークエスト）
- GO! GO! 爆乳キャンピングカーハーレム Wデカ乳に挟まれ密着プレス24時間犯され中出し旅行 松本菜奈実 吉根ゆりあ（8月2日、MOODYZ）
- パーティに雇った魔法使いに無責任種付けする話-実写版- 売上2万部! 無抵抗すぎるお姉さんとの中出し冒険ライフ!（8月2日、MOODYZ）
- 爆発奥さん 男を欲情させるためだけに生まれてきた超ド級セレブ奥さん暴発PAC3タイトル（8月2日、桃太郎映像出版）
- 潜入!! 噂のリンパマッサージ店 12 「裏オプション、いかがなさいますか?」（8月4日、LEO）
- はだかの主婦 杉並区在住吉根ゆりあ (27)（8月5日、プラネットプラス/裸婦趣向）
- 【完全主観】3人のエグい爆乳ヤリマンが開催する中出し乱交パーティーへ行ってみたら男は僕一人だった。吉根ゆりあ 田中ねね 美園和花（8月9日、Million）
- デカパイ聖水痴女 吉根ゆりあ（8月11日、RADIX）
- じぃさんの舐め廻し乳揉み痴漢で感じてしまった巨乳女5 夏ギャル犯りまくりDX（8月11日、ナチュラルハイ）
- 拘束レズレイプ 嫌がるマ○コが愛液まみれになるまでスロー指ピストンでイカされ続けた女（8月11日、ナチュラルハイ）
- 固定バイブだるまさんが転んだ 25（8月16日、はじめ企画）
- 僕をダメにする爆乳逆バニー女上司 仕事終わりにラブホへ呼び出されデカ乳揺らす暴走腰振りピストンで何度も中出し犯される僕 吉根ゆりあ 真木今日子（8月23日、痴女ヘブン）
- 唇からラブジュース ボールギャグを嵌められた女たち（8月23日、稀/妄想族）
- エグい痴漢女に密着 路線バスで気弱男に身勝手中出しさせるヤリマン美熟女の体液まみれのドギツい一日（8月25日、DANDY）
- 瓶底眼鏡を外すと何も見えない妹に… 吉根ゆりあ（9月6日、DEEP'S）
- 抜き禁止のセクキャバで口元隠れ美女がこっそりシャブってくれる魅惑のフェべチオ 吉根ゆりあ（9月20日、MOODYZ）
- 全穴崩壊! ケツ穴喉奥マ●コ 問答無用の凶悪3点FUCK 貴方は教育者として立派に肉便器を務めておりますよ 吉根ゆりあ（9月27日、ダスッ!）
- AV女優の恥ずかしい局部アップ 裸で運動エクササイズ（9月27日、MERCURY）
- 完全主観で楽しむ吉根ゆりあとの新婚生活（10月5日、プラネットプラス/エモーション）
- 妻がいる至近距離で平然とマッサージしながらこっそりチ○ポを挿入し腰振り騎乗位で中出しまでさせるエステティシャン 6（10月6日、ナチュラルハイ）
- 肛門エクスタシー アナルファックに溺れる爆乳人妻 吉根ゆりあ（10月11日、AVS collector’s）
- AV女優の恥ずかしい自画撮りオナニー ～秘密のひとりエッチ～（10月12日、MERCURY）
- Mcup爆乳ザーメン便器 教師と生徒に輪姦され堕ちて行く女教師 吉根ゆりあ（10月18日、Fitch）
- 囮り潜入女捜査官 媚薬オイル性感開発爆乳アクメ拷問篇 吉根ゆりあ（11月1日、MOODYZ）
- 素人娘の全裸大図鑑 8  5時間31人増刊号 今時の女の子が恥じらいながら脱衣していくヘアヌードコレクション（11月8日、かぐや姫Pt/妄想族）
- いいなり爆乳CA 弱みを握られた客室乗務員は業務中の中出しセックスを拒めない!! 吉根ゆりあ（11月10日、DANDY）
- 高嶺のアナル 吉根ゆりあ（11月15日、グローリークエスト）
- クリトリス吸引バイブオナニー 4（11月15日、グローリークエスト）
- GOto不倫トラベル 爆乳セレブ妻と濃厚オヤジの中出し交遊浪漫 吉根ゆりあ（11月22日、痴女ヘブン）[24]
- 無防備が過ぎる!? 筆おろしは巨乳で巨尻な家政婦と… その谷間とお尻はボクには刺激が強過ぎです… 吉根ゆりあ（11月22日、クリスタル映像）
- フルコース完全制覇 全体位中出しSEX 吉根ゆりあ（11月22日、バミューダ/妄想族）
- ≪5日間限定契約≫ 身代わり肉便器 大嫌いな上司に孕むほど何度も中出しされ続けたセックス漬けの調教生活 吉根ゆりあ（12月6日、DEEP'S）
- 美容室でケープの中を全裸拘束され恥ずかしがりながら何度もイカされる爆乳女 吉根ゆりあ（12月8日、電脳ラスプーチン）
- 「胸ばっかり大きくて無能な巨乳女上司たちにこれから睡眠薬飲ましちゃいま～す!」 集団睡眠薬レ●プ! ムカつく女上司を睡眠薬で眠らせてとにかく満足いくまで連続中出ししちゃいました!（12月13日、Hunter）
- W爆乳痴女と逆3Pアナル中出しハーレムSEX 乙アリス 吉根ゆりあ（12月20日、MOODYZ）

- 寿退社を祝う温泉旅行で、私は上司に中出しされ続けて―。 吉根ゆりあ（1月10日、マドンナ）
- 欲求不満を隠せない天然どすけべ巨乳叔母さんの豊満ムチムチボディに我慢できず近親勃起したら乳首ビンビンおっぱいテクで何度も中出し射精させてくれた。 吉根ゆりあ（1月17日、LUNATICS）
- えっ!? ノーパン × ノーブラじゃん!! 日焼けGAL(しかも巨乳)の家は絶対にキ・ケ・ン!? グビっと酒を飲んだらまさかの下着だけ脱衣癖に勃起が止まらん! 止まらん!! 両者スイッチONからのへべれけ連続中出し（1月24日、SCOOP）
- 素人妻が一般大学生の自宅にコンドーム1つ渡され一泊 一度のゴム姦では満足できず宿泊中2度もガチ中出しを許してしまう 騎乗位でHカップ乳を揺らす淫乱妻 ゆりさん31歳（1月26日、コスモス映像）
- 吉根ゆりあの凄テクを我慢できれば生★中出しSEX!（2月7日、ワンズファクトリー）
- 我が家で預かったマセガキに種付け妊娠調教されて… たった3日で雌豚ザーメンタンクと化した巨乳妻 吉根ゆりあ（2月7日、DEEP'S）
- 同じマンションに住む押しに弱いデカ尻人妻お姉さん 無自覚に誘惑してくるえちえちボディに我慢できず連日尻射 吉根ゆりあ（2月7日、ミセスの素顔/エマニエル）
- 汚辱セレブレーションいけにえの巨乳令嬢 ゆりあ (28歳)（2月9日、AEGEAN）
- 近親相姦 人狼ゲーム 本当にハメているのは誰だ? ～3組の巨乳ママと息子は快感に耐えて悶えて父親をダマすことができるかな!?～（2月9日、ROCKET）
- 360度おっぱい天国!! ボクだけを愛してくれてたくさんイカせてくれる 夢の一夫多パイ新婚性活 小花のん 吉根ゆりあ 宝田もなみ（2月14日、Million）
- 彼女いない歴30年のボクでも派遣の家庭教師を雇えば自宅で女の子と2人きり! しかも全員巨乳! エッチな本やエッチな動画見せたり勃起を見せたり押し付けたりしたら次第に女子も興奮しだしてエッチなことも出来ちゃいました!!（2月14日、Hunter）
- セクハラママさんバレー! 5 ハイレグブルマ姿の人妻12人が挑む過酷なエロトレーニング（2月14日、かぐや姫Pt/妄想族）
- 神乳Mカップ吉根ゆりあパイズリBEST（2月21日、OPPAI）※単体ベスト
- パパ活ビッチのあたしらがあんたの弟を買ってメスイキヤリチン君にして可愛がってあげる てぃらみすたると原作。W痴女の前立腺責め漫画実写化!（3月7日、MOODYZ）
- 欲望に狂う巨乳妻の秘密… 溺れていく巨乳密着レズビアン 聖璃とあ 吉根ゆりあ（3月14日、ビビアン）
- 全身ぬるぬるの快楽で男を責め続ける!! 性欲を最大限まで満たす超高級マットヘルス（3月14日、BAZOOKA）
- 登校拒否児で童貞だったボクの人生が一変! 突然出来た超優しい3人の巨乳義姉はボクを王様扱い! 好きな時に好きなだけヤラせてくれるボク専用ヤリマン! 毎日わがまま言い放題! 甘え放題ヤラせてもらってます!（3月14日、Hunter）
- ハワイ1周年企画 爆乳快楽露出!! Yulia（3月23日、hawaii）
- 原作：舞六まいむ 彼女のママは僕のセフレ 欲求不満の巨乳妻とヤリまくり中出し三昧!!! 理性を狂わす圧倒的肉感ボディを忠実に実写化!! 吉根ゆりあ（3月28日、マドンナ）◎
- W豊満ボディ超圧ソープ  「逆3P爆乳プレス挟み撃ちで密着ムニュ! ニュル! 精子搾り取ってアゲル」 吉根ゆりあ 夕季ちとせ（3月28日、痴女ヘブン）
- どこでもおしっこ! 素人娘の大放尿30人 スロー再生でじっくり鑑賞できるマニア向け映像 7（4月4日、かぐや姫Pt/妄想族）
- 暗晦の海 豊満すぎる肉体で純情ショタを誘惑する官能的なお姉さん 吉根ゆりあ（4月18日、MOODYZ）[25]
- W爆乳挟撃! パイズリ中出し無制限射精ナマ風俗ダイナマイト 夢見るぅ 吉根ゆりあ（4月18日、MOODYZ）
- Mカップ卑猥ボディとヤリたいッ! 吉根ゆりあBEST14本番（4月18日、MOODYZ）※単体ベスト
- 一般男女モニタリングAV 同窓会終わりに突撃交渉! 10数年ぶりに再会した同級生男女はラブホテルで1発10万円の連続射精セックスしてしまうのか!? 12 高校時代から気になっていたクラスのマドンナの巨乳とデカ尻にフル勃起した既婚者チ○ポと恥じらいつつもラブホの非日常感に疼いてしまった人妻マ○コが互いの家庭を忘れた秘密の生セックスは1発限りじゃ収まらない!!（4月18日、DEEP'S）
- W爆乳スワッピング調教 ～愛人を快楽専用の肉奴隷にする鬼畜社長達～ 宝田もなみ 吉根ゆりあ（5月2日、Fitch）
- 肉感美女コミックの最高傑作!! とろかせおるがずむ 陰の蔓糸 吉根ゆりあ（5月9日、マドンナ）
- 妻が突然中出しを要求してきた理由 吉根ゆりあ（5月9日、タカラ映像）
- 素人バラエティ 心優しい人妻がチャレンジするデカチンすぎて彼女ができず毎晩寂しい男性に唾液ダラダラ密着ベロチュー素股ケア! 直でズリマンされどんどん大きくなる デカマラにクリトリスを刺激され糸引くほど濡れた欲求不マ○コに巨根をねじ込み激ピストン! 絶頂オメコに生中出し! 2（5月11日、サディスティックヴィレッジ）
- オナサポ!! 女子○生 着衣で全裸で挑発的ダンス 4（5月16日、かぐや姫Pt/妄想族）
- 衝撃の顔舐め ぐちょぐちょベロで唾液まみれ! フルボッキ!!（5月23日、ブラックドッグ/妄想族）
- 淫乱BODY美女コスプレ × 中出しイチャパコ!（5月30日、ナンパJAPAN）
- 実写版 異端審問 絶望を封印せし処女、下劣貴族にハメられ堕つ 原作:diletta 媚薬レイプ、集団輪姦、狂気の凌辱、欲望と策略に満ちた怪作!（6月6日、MOODYZ）
- 剛毛の爆乳女教師を2穴調教! メス堕ちコミックを実写化!! ボクのいいなり吉川先生（6月6日、Fitch）
- これは部下に厳しいムチムチ女上司にセクハラしたら怒られるどころかセックスまで出来た話です。 吉根ゆりあ（6月13日、マドンナ）
- 我慢デキなかったら追撃パイズリ。我慢デキても2連ナマ本番。マゾ客の精子を2段階で搾り取る闇回春エステ 吉根ゆりあ（6月13日、Million）
- お隣に住む巨乳若妻のあざとすぎるノーブラ着衣おっぱい誘惑（6月13日、BAZOOKA）
- 中年男の性欲ドキュメンタル 堕ちた豊満ボディ妻とオヤジの汗だく性交 一日中ヤラれっぱなしの爆乳尻奥様 吉根ゆりあ（6月27日、熟女はつらいよ/熟女卍）
- デビュー4周年記念作品! ハード緊縛 & SM解禁! 爆乳秘書がマゾ堕ちする3穴貫通ファック 吉根ゆりあ（7月4日、Fitch）
- 「お尻にもマ○コにもチ○コください…」 アナルに媚薬リモバイを入れられ遠隔ケツイキ発情! アナニ―中に再び襲われ下半身が窒息するほど交互ズボ挿し2穴ピストンを懇願するスポーツ女子 3（7月6日、ナチュラルハイ）
- げーみんぐはーれむ 実写版（7月11日、Hunter）
- 【個撮】どこでもフェラ 12 11人（7月11日、かぐや姫Pt/妄想族）
- 泡沫 裏垢ドM派遣OLオナホ調教 シリーズ累計10万部超 背徳感を煽る傑作実写化! 吉根ゆりあ（7月18日、MOODYZ）
- 「もっと仲良くなりたい… その為だったら一緒にお風呂も入るし、おち○ちんも触ってあげる」 ボクの義母は若くて超美人で巨乳! 目のやり場に困ってしまい、いつもよそよそしい態度ばかり! すると義母は何を勘違いしたのか、自分が嫌われていると思い、ボクともっと仲良くなろうと思って一緒にお風呂まで入ろうとするんです! ボクが勃起しているのを発見するとすごく喜んで、触って来たり、自分の体を触らせたり度を超えたスキンシップで、父には内緒でヤラせて貰いました! お風呂だから大丈夫だと最後は中出しさせてくれて、その日からは父がいてもいなくてもずっとボクのおち○ちんを触ってくるんです!! 2（7月25日、Hunter）
- 粘着ストーカーMの依頼痴漢・自宅侵入記録#97・98（8月3日、蜃気楼）
- ゆりあちゃんの爆乳ぬるテカフルコースFUCK 04 吉根ゆりあ（8月8日、ムチムッチ/妄想族）
- 単身赴任中、妻からのアナル中出し実況キメセクビデオレター 吉根ゆりあ（8月15日、MOODYZ）
- 姉貴のエロ垢見つけたら（8月15日、E-BODY）
- 新生活は欲求不満の爆乳人妻に日替わりで誘惑される毎日ヤリまくりマンション 吉根ゆりあ 水原みその 姫咲はな（8月22日、Million）
- あなたのチ●ポ洗います。9 素人アルバイト 8人（8月22日、かぐや姫Pt/妄想族）
- 黒人覚醒 巨乳VSデカチン 吉根ゆりあ（8月24日、AEGEAN）
- 巨乳吊し縄責め! 女肉ボンレス緊縛（9月1日、九龍）
- 隣のぷりけつ人妻の無意識な尻肉挑発に興奮してフル勃起のデカチンで旦那の留守中イキまくるまで鬼突きしてしまった… 吉根ゆりあ（9月12日、JET映像）
- まるっと! 吉根ゆりあ（9月20日、プラネットプラス）※単体ベスト
- マスク越しのキスは最高の前戯! 美淑女に満員状態で息がかかるほど密着したらベロキスを求められヤられた（9月21日、DANDY）
- 復活! 会員制高級三穴専門風俗 吉根ゆりあ（9月22日、h.m.p）
- 浮気現場やオナニーを覗かれて 大嫌いなセクハラ義父に死ぬほどイカされる豊満乳嫁 欲求不満が爆発して昇天絶頂 吉根ゆりあ（10月17日、カルマ）
- オキニの爆乳カノジョに二股バレて… 奪い合い豊満ボディプレスとジェラシー淫語で中出しさせられた僕。 田中ねね 吉根ゆりあ（10月17日、MOODYZ）
- 最狂の御もてなし三ツ星肛門コンパニオン 吉根ゆりあ（10月24日、えむっ娘ラボ）
- ガチ! 首絞め巨乳監禁 吉根ゆりあ（10月26日、AEGEAN）
- 危険! 危険! ボクの目の前には競泳水着が脱げずに困っているムチムチボディ義姉! ボクが脱がそうとすると胸やお尻がはみ出しまくり! 勃起も理性も我慢できず気がつけば義姉に挿入 & 中出しをしてしまい…!?（10月31日、Hunter）
- 超絶テクニシャンの爆乳! 美尻! 神メンエス嬢 裏オプ生挿入中出し盗撮（11月5日、GLAY'z）
- リピート率120%! 都内某所の爆乳専門ピンサロ店では表向きは本番禁止なのに一日一組限定でハーレム生挿入OKサービスが存在するとの噂が!? これは本当なのか徹底検証!!（11月14日、SCOOP）
- 高シコリティー即ハボレイヤー 洗脳キメセク従順セフレ化こすパコ5連発! vol.3（11月14日、ボニータ/妄想族）
- 天然爆乳コスプレ! 無限パイズリ（11月23日、hawaii）
- 野ション最中で拒めない巨乳女を全裸羞恥絶頂で堕とす強奪レズNTR（11月23日、ナチュラルハイ）
- 極上おっぱい超密着 中出しOK発射無制限 爆乳ハーレム風俗ランド 田中ねね 姫咲はな 美園和花 吉根ゆりあ（12月5日、MOODYZ）
- 爆乳トリプル凄テクを我慢できれば生★中出しSEX! 佐山愛 夕季ちとせ 吉根ゆりあ（12月5日、ワンズファクトリー）
- 爆乳ママプレイしましょ! 吉根ゆりあ（12月12日、ムチムッチ/妄想族）
- 超爆乳の義理姉は人気NO.1おっパブ嬢!? 店友と一緒に絶倫チ●ポの僕を裏オプの練習台にして追撃パイズリ挟射! 田中ねね 吉根ゆりあ（12月19日、MOODYZ）
- 連撃パイズリ! むっちりW爆乳痴女のムチムチサンドイッチ逆3Pハーレム! 吉根ゆりあ 西村ニーナ（12月19日、グローリークエスト）
- 寡黙な地味系女子がまさかの痴女 巨乳彼女にひたすら搾り取られまくる話（12月19日、MOODYZ）
- 露出マゾ 爆乳豊満W肉便器野外調教 吉根ゆりあ 田中ねね（12月26日、AVS collector’s）
- 神乳泡姫 パイズリ & 中出し発射無制限! 泡まみれでイチャイチャご奉仕ソープ（12月26日、BAZOOKA）
- ムチムチMっ子責められて乳アクメ! 爆乳Mカップ（12月26日、ブラックドッグ/妄想族）

- 数年ぶりに会ったアラサー巨乳ニート姉の無防備なおっぱいに社会人弟ち○ぽがイラつき抱き心地最高な生オナホとして何度も孕ませ中出しして責任感を植え付けた。 吉根ゆりあ（1月2日、LUNATICS）
- 旧友の嫁さん 無職で堕落したパチプロの俺が夫の留守中に巨根でヒィヒィ言わせた話 吉根ゆりあ（1月2日、熟女大学/熟女卍）
- ギャル生徒の両乳首舐め快楽アクメに屈して2人のレズペットになり下がる爆乳女教師 吉根ゆりあ NATSUKA 有星あおり（1月11日、電脳ラスプーチン）
- 奇縄 第十八章 宙吊りの美女 吉根ゆりあ（1月18日、バミューダ）
- 夢のパイズリ専門風俗ランド バスト強調衣装で絶対挟射6コース おっぱい特化【至極のパイテク・超接近アングル】 吉根ゆりあ（1月23日、OPPAI）
- 爆乳露出!! 野外ごっくんデート 吉根ゆりあ（1月25日、AEGEAN）
- 危険日直撃!! 子作りできるソープ 50 吉根ゆりあ（2月8日、Mr.michiru）
- 裏オプの女王!! 2 男を確実にイカせる妙技と未体験オプションの数々!! これがリフレ嬢の匠の技だっ!!（2月8日、LEO）
- もちぷるオッパイで男をイカせまくる全裸バニーのパイズリ泡々ソープランド 目黒ひな実 水原みその 吉根ゆりあ（2月13日、Million）
- えっ! こんな場所で!? 年中発情お姉さんの爆乳テクで萎える隙を与えない逆痴漢パイズリ（2月13日、BAZOOKA）
- 気を使って義姉さんの私服を勝手に洗濯したら巨乳おっぱいがこぼれるほど縮んでしまった!! おっぱい丸出しで文句を言う義姉さんだったがその姿で勃起したチ〇ポに気付くと急に優しくなって仲直りSEX!!（2月13日、SCOOP）
- お触りヌキ無し 新敏感型メンズエステ 巨乳ギャルママメンエス嬢の凄テクNTR連続中出し 裏メニューを隠し撮り 2（2月15日、ロータス）
- 「えっ… 2人呼んでもこの金額…!?」 激安BBAデリヘル3Pコースで金玉スッカラカンになるまで痴女られ続けた僕 田中ねね 吉根ゆりあ（2月20日、溜池ゴロー）
- MM号特別編 爆乳AV女優が素人男性を逆ナンパ! 青空トリプル爆乳エステでご奉仕フルコース & 逆4Pハーレム中出し天国へご招待! inザ・マジックミラー（2月20日、DEEP'S）
- 上司のデカパイ嫁は僕のセフレちゃん 深夜遅くまで熱心に残業して奥さん寂しそうなので部長の代わりに僕が定時ピタ上がりして種付け調教アザース!! 吉根ゆりあ（2月23日、h.m.p）
- Mカップ爆乳妻NTR 吉根ゆりあ（2月27日、マザー）
- いちゃラブ密着特濃せっくちゅ 憧れの吉根ゆりあを独占した一夜。（3月5日、桃太郎映像出版）
- 一般男女モニタリングAV 特設マジックミラー部屋でラブラブ大学生カップルが男女に別れてAV女優 & 男優の凄テクイキ我慢に挑戦!! 111cmの超爆乳Mカップ・吉根ゆりあ × 素人男子大学生（彼氏）/（彼女）素人女子大生 × デカチン激ピストン男優 編（3月5日、DEEP'S）
- 尻地獄 level2 吉根ゆりあ（3月7日、Mr.michiru）
- 巨乳特化パイズる! 吉根ゆりあ（3月19日、ドグマ）
- 南国野外露出（3月22日、ワルハラ）
- 乳ワイパー! 肉感特化ボイン!! ヌルテカ密着! 圧倒的フェチ!!（3月23日、ビッグモーカル）
- メスカツ アイジョウ20% アイショウ80% 都合のいい関係 吉根ゆりあ（4月2日、DEEP'S）
- 緊縛潮吹き 高飛車女社長レ〇プ快楽堕ち 吉根ゆりあ（4月9日、ボニータ/妄想族）
- 【完全主観】格安シェアハウスは訳アリ物件 シェアメイトは全員裸族 × オナニー狂の淫乱爆乳3人!! 抜かれまくりの共同性活 田中ねね 水原みその 吉根ゆりあ（4月9日、Million）
- おチ●ポ中毒!どスケベ美少女レイヤーと逆バニーコスでゴム無し生ナカ出しハメ撮り 5時間 Vol.2（4月9日、ボニータ/妄想族）
- 美人巨乳看護師ストーキング睡眠カン中出し（4月15日、ロータス）
- 保健室のデカパイに一度でいいからあやかりたい! （切実） 111cm ! Mカップ! チ○ポドクターゆりあ先生のメガトンおっぱい性教育 吉根ゆりあ（4月16日、エムズビデオグループ）
- 出張マッサージの人妻さんに泣き落としでお願いしまくったら 「お店には内緒ですよ…」ずっぽりSEXさせてもらえた一部始終【10カメ盗撮】 2（4月16日、カルマ）
- 宝クジに当選した僕は爆乳おっぱい風俗嬢オトナ買い 24時間貸し切りお泊り中出しデートふわトロ乳が360度挟み込むパイ包みご奉仕で21発ぶっこ抜かれハーレム 夕美しおん 吉根ゆりあ 姫咲はな 田中ねね（4月23日、痴女ヘブン）
- 生中痴漢集団 8（4月25日、ナチュラルハイ）
- 宗教勧誘に来た巨乳シングルマザー34歳のホルスタインおっぱいに我慢できず入信するフリして性欲ニートち○ぽで乳オナホ扱いして生ハメ中出しした話。 吉根ゆりあ（5月7日、LUNATICS）
- THE ドキュメント 本能丸出しでする絶頂SEX 110cmの爆乳Mカップ妻がAV出演! イキ狂う快楽乱交の宴 吉根ゆりあ（5月7日、美人魔女/エマニエル）
- 絶対にイカせる神技解説 おっぱいマイスターの魅せる凄テク パイズリHowTo挟射委員会 田中ねね 吉根ゆりあ 宝田もなみ（5月7日、MOODYZ）
- 借金してソープランドに通う僕に義姉が激怒 「そんなに好きなら二度と行きたくなくなるまで私がシテあげる!」と軽蔑のジト目 & 説教淫語を浴びながら自宅ソーププレイで何度もヌルヌル抜かれ続けた 吉根ゆりあ（5月14日、アリスJAPAN）
- 喉奥破壊イラマチオ 強制嘔吐まみれ 吉根ゆりあ（5月23日、AEGEAN）
- 家出妻を住まわせて朝から晩までヤりまくり中出し生活中出し専用家出妻 ゆりあさん34歳（5月23日、コスモス映像）
- げーみんぐはーれむ 実写版 2（5月28日、Hunter）
- えちえち爆乳家庭教師の誘惑レッスン! 谷間全開の胸元で誘ってくるからもう我慢できない!! Boin「吉根ゆりあ」Box3（6月4日、ABC/妄想族）
- MM号特別編 How to青空セックス教室 観れば【絶対】性の偏差値が上がる! 【セックスのエキスパート】 AV女優 & 男優による凄テク授業で素人大学生男女がイキまくり! 初めてのデカチンSEXスペシャル! in ザ・マジックミラー（6月4日、DEEP'S）
- 私たち恋人になりました 照れて感じて目が合って… 素顔の初エッチ。キスするたびに好きになる二人きりプライベート旅行 吉根ゆりあ 田中ねね（6月6日、凸凹はぁと）[27]
- キメセク爆乳マダム 吉根ゆりあ（6月13日、センタービレッジ/桃色吐息）
- 母子交尾 ～赤沢温泉路～ 吉根ゆりあ（6月18日、RUBY）
- カフェ娘連鎖痴漢 7  営業中の店内でイキ堕ちた言いなり店員を利用する数珠つなぎ痴漢計画（6月20日、ナチュラルハイ）
- アナル覚醒 尻穴でイキまくるゆりあさん (28歳)（6月20日、AEGEAN）
- ドスケベ愛人二人の奪い合い中出し不倫。ジェラシー淫語と暴走杭打ち騎乗位で朝まで射精され続けたボク… 西條るり 吉根ゆりあ（6月25日、痴女ヘブン）
- 超密着接写 デカパイバニー 爆乳豊満アナルハメ狂い 吉根ゆりあ（7月9日、AVS collector’s）
- 「何回出しても大丈夫… 好きなだけしてあげるから」 素人熟女妻たちによる童貞筆下ろし 22 ALL2連続生中出し3組完全収録（7月9日、クリスタル映像）
- ド田舎人妻嬲られ地獄 森沢かな 吉根ゆりあ（7月23日、REAL）
- 近年最高のデカパイ吉根ゆりあBEST 250分（7月30日、マザー）※単体ベスト
- もの凄い爆乳騎乗位 + ゴッドハンド手コキ メンズエステ爆乳の人妻エステティシャンたちが、自分の欲求不満を満たすためにこっそりメンエスの客を食いものにする件 vol.2（8月6日、桃太郎映像出版）
- オナニー見せ合いちんシコ誘惑サポート（8月15日、プリモ）
- 玉が空っぽになるまで精液を搾りとる! 出張オイルマッサージ 吉根ゆりあ（8月20日、プラネットプラス/七狗留）
- 累計20万DL超え!! 2穴中出しさせてくれる見た目は肉感むっちり巨乳美少女 怒らないで星川さん 実写版（8月20日、MOODYZ）
- 真正中出し映像集 第3回作 完全新作撮影本物ザーメン避妊具なしの生感セックス5名 計18発（8月22日、なまなま）
- 未亡人の私は愛する旦那の遺影の前で犯されました。（9月10日、REAL）
- 貧乳嫁にも頼まれて拒めず乳貸しパイズリ 他人チ○ポの熱に興奮した巨乳ナースが本気の唾液パイズリしてくれた（9月12日、ナチュラルハイ）
- 囚われの緊縛令嬢 DIDコレクション 2（9月13日、三和出版）
- 時間よ止まれ 時間停止の世界 巨乳OL温泉旅行サイレント性交 天月あず 吉根ゆりあ 宝田もなみ（9月24日、まるかあの/妄想族）
- 性欲MAXな爆乳ドS妻たちがむっちり肉感プレスで理不尽に精液を搾り取るM男捕食マンション 吉根ゆりあ ちなみん 真木今日子（9月24日、Million）
- 女体フェチ図鑑 7 完全全裸60人（9月24日、グローリークエスト）
- マスク越しのキスは最高の前戯！美淑女に満員状態で息がかかるほど密着したらベロキスを求められヤられた VOL.2（9月26日、DANDY）
- マキシワンピを着ている巨乳妻はスキだらけ!? 子育て中の20代奥様に「服着たままで良いので、電マ当てさせてくれませんか!?」とガチナンパ! 着衣越しでもこぼれそうなデカパイ! 透けるマンスジ! 浮かび上がる潮シミ! 無防備な若妻は初めてのクイックマッサージ体験で潮まき散らしガチ絶頂…赤面発情 ちん○ん欲しくなっちゃって生ハメ中出しSP 育児に追われる欲求不満の身体が爆発!（9月27日、赤面女子）
- 発情した私は夫の部下にノーブラ胸チラ誘惑 吉根ゆりあ（10月1日、KSB企画/エマニエル）
- 指圧師にしつこく揉み揉みされた妻 吉根ゆりあ（10月1日、熟女大学/熟女卍）
- 突然押しかけてきた嫁の姉さんに抜かれっぱなしの1泊2日 吉根ゆりあ（10月22日、VENUS）
- 三角木馬責め!! 03 股間を引き裂かれてヒーヒー泣き叫びながら、ワレメに直撃! 天まで突き抜けるような刺激に堪らずイッてしまう女たち（10月22日、ブラックドッグ/妄想族）
- 地味な女医さんに変わった治療を受けました。 泌尿器科担当医 卑猥なメス堕ちザーメン採取 実写版 原作 よもだよも（11月5日、MOODYZ）
- 浣腸遊戯 我慢できずに醜態を晒す!（11月7日、バミューダ）
- ボランティア活動に勤しむ心の綺麗な女子大生の皆さん! 「早漏に悩む童貞君の暴発改善のお手伝いしてくれませんか?」 2  慈善活動に参加するピュアな女の子が早漏すぎる童貞君にドキドキ & キュンキュンしちゃって生中出し筆おろしSPECIAL!（11月8日、赤面女子）
- 専属決定第1弾! Mcup超乳で迫りくる圧迫淫語パイズラー 吉根ゆりあ（11月19日、Fitch）
- マゾ乳中出し Mカップ 吉根ゆりあ（11月19日、ゲインコーポレーション）
- 同人AV フォロワー20万人超え 元アイドルの美人レイヤーと秘密の撮影会!!（11月26日、ブラックドッグ/妄想族）
- カメラの前でおしっこする女 5（11月26日、グローリークエスト）
- 爆乳性奴隷を解放したら僕が毎晩絞られました ～性技を長年仕込まれた女のご奉仕職務～ 原作:特盛飯店 5.5万部人気作 実写化!（12月3日、MOODYZ）
- 吉根ゆりあ Premium Complete BEST（12月10日、BAZOOKA）※単体ベスト
- 宿泊先の爆乳美人女将は男を拘束して寸止め焦らしで徹底的に弄ぶ激サドでした。（12月10日、BAZOOKA）
- むかつく女上司の裏の顔はレイヤーでエロ個撮している事を知り… 爆乳調教でアヘ顔Wピース堕ちさせてやった! 吉根ゆりあ（12月17日、Fitch）
- 有名商社勤務の隠れ巨乳OLは真正、マゾ雌だった（12月24日、ブラックドッグ/妄想族）
- アナル強姦 肛門に極太チ○ポを無理やり挿入!（12月24日、ブラックドッグ/妄想族）
- 縛り拷問 奴隷市場の宴 巨乳娘12人を監禁飼育 4時間（12月24日、バミューダ/妄想族）

- 実写版 凛々しいけど気軽に抜いてくれる俺のねーちゃん ちょっとおバカな姉と毎日汗だくハメまくり!! 長乳揺らしてオホ声絶頂! 吉根ゆりあ（1月7日、MOODYZ）
- FANZA同人フロアで合計60万部を売り上げた原作を実写化! はーとまーく多め。超特盛スペシャル! 吉根ゆりあ 乙アリス（1月21日、Fitch）
- 実録淫湿家庭内親族相姦 美人で優しい兄嫁との禁断性行為 其の伍（1月21日、カルマ）
- 驚愕の巨チン ズボボッ! おま○こ裂けちゃう! ま○こに突き刺さる屈強なデカマラ黒チ○ポ!（1月28日、ブラックドッグ/妄想族）
- 一日女将に就任しました 吉根ゆりあ（2月4日、RUBY）
- 実写版 せっかく異世界転生したのに死霊術師だったからエロエロキョンシー造ってお世話係にしたった 売上1.5万部 原作はいぱーどろっぷきっく（2月4日、MOODYZ）
- 淫欲トランスコントロール 潜在エロ欲求を引き出された人妻たち vol.3（2月4日、桃太郎映像出版）
- 爆乳日焼けあとで童貞従弟をからかったら… 絶倫本能覚醒! 追いかけ回されもうイッてるってばぁぁ状態で何度も中出し!! 吉根ゆりあ（2月18日、Fitch）
- びしょ濡れ爆乳妻とぬれぬれSEX（2月25日、ブラックドッグ/妄想族）
- 教え子のメロンおっぱいにたっぷり埋もれる! 実写版! 陰キャのKカップちゃん 吉根ゆりあ（3月18日、Fitch）
- 全身性感メンズエステクラブ（3月25日、まるかあの/妄想族）
- 全身タイツFuck!! ピッタリスーツで密着擦りまくり!!（3月25日、ブラックドッグ/妄想族）
- レンタル種付けおじさんゴースト -実写版- ～寺生まれの種付けおじさん、幽霊とノンストップハメ除霊～（4月1日、MOODYZ）※「爆乳Mカップ悪霊役 ゆりあ」名義
- 実写版 ワイルド式日本人妻の寝取り方其ノ四 吉根ゆりあ（4月15日、Fitch）
- 裏タクシー 実写版 車内で’あること’を伝えたとき… 始まる裏オプ中出しSEX…!（5月6日、MOODYZ）※「Mカップ まんきつ専属 ゆりあ」名義
- 悪魔的スローな射精コントロール じっくり肉棒ペットを弄ぶ肉感痴女 吉根ゆりあ（5月20日、Fitch）
- 同人AV 巨乳ガチオタレイヤー上手くハメてまんまとエロ撮影!!（5月27日、ブラックドッグ/妄想族）
- フェラマスク夫人 実写版（6月3日、MOODYZ）
- 至宝のMカップ超乳を独り占め! 吉根ゆりあベスト（6月3日、桃太郎映像出版）※単体ベスト
- 死ぬほどシコれる卑猥なドスケベ肉感ポーズ 貴方に向かって淫語を連発する爆乳美女編 吉根ゆりあ（6月17日、Fitch）
- 「さっさと射精して勉強頑張りなさい!」 毎日お母さんで性欲処理! 母の事務的セックスは中出し放題 1 & 2 実写版 シリーズ累計55,000部突破母子相姦の傑作! 吉根ゆりあ（7月1日、MOODYZ）
- BCP 窒息痴女の極限M男責め 吉根ゆりあ（7月15日、Fitch）
- シリーズ売上げ55,000部OVER!! 「気が済むまで中に出しなさい…」毎日お母さんで性欲処理! 3 実写版 事務的な性処理をする母親に一か月ぶりの中出し! 吉根ゆりあ（8月5日、MOODYZ）
- 老獪なSM調教で爆乳女が動物に成り下がるまで… 高飛車女社長を麻縄緊縛で屈辱の女犬調教 吉根ゆりあ（8月19日、Fitch）

### アダルトVR
- VR初出演! 鮮明立体60fps! 超柔らかMカップ堪能VR!! オイルパイズリエステ × ぬるぬる爆乳ソープ 軟乳おっぱいをHQ高画質で!!（10月17日、E-BODY）
- 制服から飛び出す爆乳Mcup義妹と密着いちゃラブ生活（10月25日、MOODYZ）

- McupとJcup神乳サンドイッチ逆3P! W爆乳女上司とまさかの相部屋VR 吉根ゆりあ 松本菜奈実（5月8日、E-BODY）
- Fitch肉感VR 女の人に全く縁が無い僕が何とか童貞喪失しようとサキュバスを召喚してみたらもの凄いブリンブリンな爆乳痴女が出てきて超ラッキー! 危うく精を吸い尽されそうになったけど敏感体質のポンコツだったのでAVで得た知識をフル活用して逆に快楽地獄へ堕としてやりました!（7月1日、Fitch）
- パイは地球を救う! 爆乳女子アナウンサーおっぱいぷるるんハーレムVR チン放5社の看板アナが集結! スポンサーのアナタをパイまみれ＆パイづくしで目指せ高視聴率! 200分SPECIAL!! 三島奈津子 宝田もなみ 織田真子 吉根ゆりあ 本真ゆり（7月22日、MOODYZ）
- 覆いかぶさりスパイダーキスVR 騎乗位で感じながらキスをねだる女たち（7月27日、SODクリエイト）
- レギンスVR 〜むちっとした肉感にパツパツのレギンスがたまらない〜（8月26日、KMPVR-彩-）
- HQ劇的超高画質 神乳誘惑お料理教室 パイズリ&フェラ&中出しで3発射 「濃厚精子いただきます〜!」（9月11日、ブイワンVR）
- イキ始めたら止まらない女の醍醐味 膣奥の先まで深く味わう性感ROOM（10月3日、KMPVR-bibi-）
- 過敏に反応する身体を楽しむ誘惑の調教おっぱい（10月21日、KMPVR-bibi-）
- 爆乳マゾマスク奴隷調教VR! 宝田もなみ 吉根ゆりあ（11月4日、アタッカーズ）
- 尻をイカセ続けるVR（12月2日、KMPVR）

- クスリ効果で全身敏感の涎ダラダラ!! 媚薬を飲ませ顔面愛撫でイカせ続ける（1月15日、KMPVR）
- 脳がトロける甘い囁きに精子が勝手に出ちゃうほど焦らしプレイで 完全ノータッチJOI専門風俗「脳イキ紳士倶楽部」 吉根ゆりあ 真木今日子（1月28日、SODクリエイト）
- 天井特化 × パンツ越しオナニー（2月4日、KMPVR）
- 爆乳Mカップボディーと特製オイルでヌルっヌルおっぱいプレイを味わえる最高級エステクラブ（2月10日、KMPVR）
- HQ60fps 神乳義姉 隠された過去の性事情と卑猥な性癖を暴く恥辱調教（2月19日、TEPPAN）
- 超幸せ… 谷間ガン見VR 唐突に遊びに来た隣のお姉さんのすごく深い谷間にボクの理性は吸い込まれ…気がつけば巨乳の虜になっちゃった! しかも大きなお尻による杭打ちプレスで超気持ちいい暴発!（3月27日、CRYSTAL VR）
- 見上げると歯科衛生士のはみ出し爆乳と距離2cm… 天井特化密着MカップVR（4月26日、E-BODY）
- 天井特化アングルVR 〜吉根ゆりあのオッパイを堪能せよ〜（5月15日、KMPVR）
- 摂氏100℃ 汗だく密室性交 爆乳サウナレディ（5月31日、KMPVR）
- 女の恥ずかしい部位をじっくり鑑賞VR（6月1日、KMPVR）
- 私の普段のフェラを見て下さい（6月1日、KMPVR）
- 私のベロでシコって下さい（6月17日、KMPVR）
- 草木も眠る深夜 神乳上司に精魂果てるまで犯されつづけた拒否権ZERO性交（6月25日、KMPVR）
- 特化VR 〜イキ我慢顔・イキ顔〜（7月21日、KMPVR）
- SODVR1000作品突破記念スペシャル第3弾!! 絶倫で欲求不満の団地妻たちに夫婦ごと犯される。ゴン責めされまくり美肉ハーレム 佐田茉莉子 有岡みう 鈴木さとみ 滝川恵理 吉根ゆりあ 新田みれい（10月4日、SODクリエイト）
- 「私たちが慰めてあげる」 泊まりにやって来た巨乳義姉妹が夫婦喧嘩で傷付いた僕を夜明けまで応援励ましSEXしてくれるVR 吉根ゆりあ 小梅えな（10月22日、ナチュラルハイ）
- 全裸彼女がオッパイをピトピトくっつけてきて勃起不可避な同棲生活 【生ハメ】視界がオッパイで埋まる窒息ボイン責めと下乳見上げ手マンとヌルテカ乳たゆんたゆん対面座位と羽交い絞めバックと密着正常位と超・覆いかぶさり杭打ちピストン騎乗位【中出し】（10月29日、アリスJAPAN）
- 喉奥圧迫窒息イラマ 喉奥刺激絶頂顔射VR（12月26日、KMPVR）

- Jカップ×Mカップ 超乳サンドイッチ逆3P 肉ズリ風俗W車輪SP 水原みその 吉根ゆりあ（6月5日、E-BODY）
- ヌルヌル肉感M cupオッパイと囁きバイノーラル淫語でおチンポとろとろ中出し痴女Play 吉根ゆりあ（6月8日、MONDELDE VR）
- 耳トランス 爆乳痴女なお姉さんが繰り出すMカップ密着おっぱいと全方位エロ音プレイで発狂寸前トリップ体験VR! 吉根ゆりあ（7月13日、P-BOX VR）
- お前の母ちゃん、良い女だよな。 本真ゆり 吉根ゆりあ（7月13日、KMPVR）
- 耳トランス 爆乳痴女なお姉さんが繰り出すMカップ密着おっぱいと全方位エロ音プレイで発狂寸前トリップ体験VR! 吉根ゆりあ（7月13日、P-BOX VR）
- JOIされながら私のオナニー見たいんでしょ?（7月29日、KMPVR）
- KMP20周年記念! KMP風俗アイランドZ ハチャメチャが押し寄せてくる伝説の一日 ～自分の好きな時に好きな場所で、エッチなことが出来る発射無制限の夢の風俗島～ 横宮七海 有岡みう 小花のん 姫咲はな 吉根ゆりあ（9月2日、KMPVR-bibi-）
  - ハチャメチャが押し寄せてくる奇跡の一日 発射無制限の夢の風俗島 伝説のオッパブ編 吉根ゆりあ 姫咲はな（2025年6月6日、KMPVR-bibi-）※上記作品の一部を単体リリースしたもの。
  - ハチャメチャが押し寄せてくる奇跡の一日 発射無制限の夢の風俗島 伝説のソープ編 吉根ゆりあ 姫咲はな 有岡みう（2025年6月20日、KMPVR-bibi-）※同じく上記作品の一部を単体リリースしたもの。
  - ハチャメチャが押し寄せてくる奇跡の一日 発射無制限の夢の風俗島 伝説のデリヘル編 横宮七海 有岡みう 小花のん 姫咲はな 吉根ゆりあ（2025年6月26日、KMPVR-bibi-）※同じく上記作品の一部を単体リリースしたもの。
- 「おっぱいとお尻、どっちが好きなのぉ?」 終電逃して同僚の部屋に泊めてもらった僕は… どすけべ姉妹に密着サンドイッチ逆3Pで暴発した直後も【追撃パイズリ】と【杭打ちピストン】のテレコ攻撃で チ●コ不能になるまで連続射精させられた忘れられない一夜 末広純 吉根ゆりあ（10月1日、kawaii*）
- 誰の声も届かない廃墟でMcupオッパイ蹂躙されるザーメン絞り監獄 吉根ゆりあ（10月31日、KMPVR-bibi-）
- 美乳! 爆乳! 揉み倒し! オイルだくだくヌル透けテカテカパイ揉みイカセVR（11月16日、MONDELDE VR）
- TSF女体化で絶頂イキしてみませんか?（11月18日、KMPVR）
- 出張先の温泉旅館で酔っぱらうと痴女へと変わる爆乳上司4人が男湯に突入してきたッ! 有岡みう 塚田詩織 美園和花 吉根ゆりあ（12月29日、SODクリエイト）

- 美女8人のケツ穴くぱぁ～を近距離ガン見VR（1月18日、P-BOX VR）
- ボクの事が好きなむっちむちMカップ親友の彼女のぶるんっぶるん爆乳バウンス逆レ×プ 吉根ゆりあ（2月21日、KMPVR）
- 地味メガネ巨乳ソープVR W肉感むちむちボディに挟まれ、密着され、搾り尽くされる20射精2SEX180分 吉根ゆりあ 松本菜奈実（3月28日、痴女ヘブン）
- クソ生意気なメスガキJ●を乳豚コキ捨て専用肉便器に理解らせ教育 吉根ゆりあ（3月31日、TMA）
- SUPER ’WET’特選美女爆汗プレミアム一番搾り 美女の汗は飲み物です 最後の一滴まで飲み干す快感（5月4日、KMPVR）
- 逆夜這い逆レイプ はち切れるほどの爆乳で男を堕落させるパイズリFuck!! 吉根ゆりあ（5月26日、KMPVR）
- VR異世界転生 チートスキル「無限射精」を手に入れたら、触手使いの女悪魔に捕まって、チ○ポをしごかれ、ケツ穴まで掘られて無限射精させられちゃったの～～～～!!!! 吉根ゆりあ（6月5日、SODクリエイト）
- 「男の子のおしめ替えの練習させて」 保育科で男1人のボクは女子たちに幼児扱いされてチ○ポを触られまくっています 吉根ゆりあ 姫咲はな（6月15日、SODクリエイト）
- 全人口の98%が女になった西暦203×年 貴重すぎる子種を奪うため超乳痴女たちに監禁犯され何度もザーメン搾取される世界 夕美しおん 吉根ゆりあ（7月17日、E-BODY）
- 見下されバカにされながらながら受ける 電気あんま（7月22日、SPICY VR）
- 爆乳痴女圧迫面接 女性下着メーカーの面接を受けたら身も心も押しつぶされ管理される喜びを知りました 吉根ゆりあ 有岡みう 優月まりな（9月11日、SODクリエイト）

- おっぱいをガン見してしまう僕の癖に気付いた爆乳人妻がおっぱいを嫌いになるまで堪能させてくれた 吉根ゆりあ（3月20日、KMPVR-彩-）
- 乳搾り旅館 宿泊している間111cmMカップを使った極上の施しで男性客をもてなす心配性な猥褻女将 吉根ゆりあ（5月21日、KMPVR-彩-）
- ナチュラルハイ25周年記念作品 電脳ラスプーチン × ナチュラルハイ 乳首開発Next 変態‘乳タイツ’女に仕立てた言いなり爆乳妻たちを初対面させて恥じらい逆3P調教 吉根ゆりあ 有岡みう（11月8日、ナチュラルハイ）

- 111センチMカップ最強超乳!! すべての男を虜にするオッパイの最高到達点 吉根ゆりあBEST345分（1月1日、KMPVR）※単体ベスト
- 1000円カットのおネエさんにスいてもらう本。VR実写版 原作 越山弱衰 累計売上20万部越肉感コミックの世界へ（4月11日、MOODYZ）※「専属 ゆりあ」名義

### アダルト配信
- 【神乳降臨】卑猥Mカップのジム通いドM神ボディ! 旦那がヤらぬならナンパしてヤるッ!! ジム帰りナンパ→飲みセクハラからホテルへGO! 二本のチ●コで不倫搾精スケベスイッチON! 乳だけでなく尻も神! このデカチチ振り回すイキ狂い人妻の性欲を解消することができるのか!!? ゆりさん 29歳 専業主婦（8月25日、プレステージプレミアム）
- 【爆揺れ天然Kカップ】幸薄系OLの育ちすぎた105センチバストを所構わず揉みしだきパイズリ2回フェラ1回でヌきまくり、最後は激烈ピストンでおっぱい揺れすぎて乳腺ちぎれる?! 錠前製造販売 事務 入社3年目 吉田さん（8月26日、プレステージプレミアム）
- 揺れまくる爆乳ドスケベボディ! SMバーで働く真正ドM! 乳圧で男を葬り去る極楽パイズリ! 唾液たっぷりじゅぷじゅぷフェラチオ→喉奥突きまくる強烈イラマチオ! オイルまみれで全身性器化! 肉厚パイパンマ○コのヌルヌル中出しSEX! まだまだ終わらない! 電話中でも高速ピストンで犯しまくる!! ＜エロい娘限定ヤリマン数珠つなぎ!! ～あなたよりエロい女性を紹介してください～ 69発目＞ おっぱいで男を葬り去るSMバー店員 あやみ（9月9日、プレステージプレミアム）
- ラグジュTV 1307 吉永由梨 28歳 カジノのディーラー 【天然巨乳お姉様】 お淑やかで上品な装いもセックスになると一変! ピストンの度に大胆に踊る圧倒的巨乳…恍惚の表情で浮かべながら喘ぎ続けるギャップが魅惑的! 【圧巻のパイズリ】（9月30日、ラグジュTV）
- ゆりあ（9月12日、おっぱいちゃん）
- 感度S級!! 爆乳秘書。天然JCUP生中出し3発射 ゆりあさん (27)（11月4日、MOON FORCE）
- ゆりこ（11月12日、おっぱいちゃん）
- 神乳Lカップ爆振いきなりSEX美爆乳大放出スペシャル!! おっとり美人OLのお乳は凶暴な神に授かりし美爆乳であった…!! お潮も爆吹きの感度倍返し!?の締め付けマ○コ&みんな大好き桃尻のパーフェクトBODY!! そんな女神にいきなりナカ出し連発!! 昼はOL!! 夜はスナックでバイトする神話級Lカップの美人姉さん!! ゆりあさん 24歳（11月21日、プレステージプレミアム）
- 鬼乳Iカップ美女を発見!! 手渡しナンパで来たの規格外美爆乳美容部員の美女妻!! おっぱい激推しの熱烈オイル塗布実演はガチ勃起不可避のガチガチのガチ!! フワフワのフワの愛がパンパンのIカップで暴れ乳パイズリは至高です!! 拝啓、美人店員さま 五通目 ノルマと性欲と超乳を持て余すエロ美人妻美容部員!! ゆりあ 26歳（11月22日、プレステージプレミアム）
- 持ち前の神乳と愛嬌で… 社内枕営業!? 部下のトロトロな目で部長のチ○ポはビンビン!! 部長 × 広報 MCUP生中出し 吉根さん (26)（11月25日、MOON FORCE）
- ゆりあ 淫乱Mカップ超乳 強欲果実不倫妻（12月5日、おっぱいちゃん）
- ユリア（12月7日、俺の素人）

- ゆりあ 3（1月2日、おっぱいちゃん）
- ラグジュTV 1358 吉永由梨 28歳 カジノのディーラー 【天然巨乳お姉様が再び降臨!】 ピストンのたびに揺れ踊る圧倒的巨乳をいつまでも見ていたい! 男心を擽る仕草にドキッ…! 刺激に貪欲で敏感なカラダのせいで上品な装いもどこへやら… 淫らに喘ぎ続けるギャップが魅力!（1月27日、ラグジュTV）
- 絶対射精!! 気持ち良過ぎて脳がバグる!! 美人痴女2人が同時乳首責め 2（1月28日、DOC）
- 射精が止まらない! 超気持ちイイ美少女手コキ! 最終回 10人の美少女に手コキされまくる200分!（2月19日、DOC）
- ゆりあ 3 神が如き超乳 縦横無尽に暴れまわる 乳で男を支配する圧巻のパイズリ（2月20日、おっぱいちゃん）
- 完全主観!! チ●コを完全に包み込む、Gカップ以上… 極上巨乳パイズリ ＃1（2月25日、DOC）
- 最高の搾精美女による手コキ祭 vol.03（2月25日、MAGIC）
- ゆりあ（3月19日、イケイケお姉さん）
- 最高の搾精美女による手コキ祭 vol.03（3月5日、MAGIC）
- 『ど～したの? 眠れないの? 私が気持ち良い事して寝かせてあげるね…』 究極の癒しエロ! 添い寝手コキ!! ＃2（3月25日、DOC）
- ゆりあ（3月28日、俺の素人）
- イケイケお姉さん #02 ゆりあ  Jカップ爆乳ギャルとソーププレイで中出しセックス。（3月28日、イケイケお姉さん）
- 全裸カタログ Vol.5（4月2日、MAGIC）
- ゆりあさん 2（4月15日、俺の素人）
- ゆりあ 2（4月16日、イケイケお姉さん）
- ゆりあ（4月25日、ちちくりジョニー）
- ユリア（4月28日、港区女子）
- ゆりあ（5月19日、＃シロウト逸材発掘～仕事帰りのヤリもくちゃんSSR）
- ゆりね（6月11日、素人ホイホイZ）
- イケイケお姉さん #11 ゆりあ 4 爆乳ギャル姉さんと大乱交セックス（7月13日、イケイケお姉さん）
- たま（8月29日、しろうとエチチ.ch）
- 顔よりデカい! バスト111cm・Mカップ妻は他人棒でドスケベに豹変!（9月17日、E★人妻DX）
- りあ（10月4日、ION デートNOW!!）
- マジ軟派、初撮。1731 ゆりあ 28歳 医療関係 友人の結婚式帰りのMカップ爆乳女子をナンパ! 押しに弱いこのお姉さん、グッと迫ると雰囲気に流されて断れず…。敏感マ●コを突かれてヒンヒン喘ぐ! 絶えず揺れまくるおっぱいに釘付け!（12月19日、ナンパTV）

- ゆりあ 2（1月6日、俺の素人）
- ゆり & なな（1月20日、いんすた）
- ユリア（1月23日、東狂ハメンジャーズ）
- ゆり（2月20日、いんすた）
- ○○から中出し ゆりあ 29歳 Kカップ 結婚4年目 旦那公認NTR 超マゾ 3回中出し 口枷 ノーパン外移動（4月11日、プレステージプレミアム）
- ぱいぱいズリ子。【終電の女神】リサコちゃん・Mカップ 26歳 爆乳過ぎる塾講師 「電車で見られるとぶっちゃけ膣キュンしちゃいます」 史上最大、規格オーバーの暴れん坊おっぱいにフル勃起&暴発必至、最高の乳を味わい尽くす4コーナー4発射!!!!（4月16日、BOING）
- 【推定日本一!?】【驚愕のMカップ】国宝級のおっぱいを持つゆりあちゃん登場! A・B・C・D・E… Mって今まで聞いたことも見たこともないよw つべこべ言わずに揺れ乱れましょう!! 【異次元爆乳】【至福の抱擁】まるで挿れているようなパイズリはヤバいでしょ♪ピストンのたびに激しく揺れる圧倒的な存在感! おっぱい爆揺れ淫乱ボインSEXを見逃すな!（5月3日、ARA）
- YURIA（5月20日、北池袋盗撮倶楽部）
- ゆりあちゃん（5月20日、俺の素人-Z-）
- Yさん（6月1日、俺の素人）
- 媚薬悦楽 夫の友人の悪徳マッサージ師に弄ばれて。 施術でアクメが止まらなくなる堕落妻 吉根ゆりあ（6月17日、パープルジャム）
- YULINE（7月15日、素人ホイホイSH）
- お義姉さんがマシュマロ神乳で癒してあげる。バブみが強すぎる吉根ゆりあの誘惑おっぱいワンダーランド（10月19日、カミパイ）
- ゆりあ 3（11月1日、イケイケお姉さん）
- ゆりあ 4（11月1日、イケイケお姉さん）
- ゆりあママ（11月16日、嗚呼、妄想）
- うしし（11月23日、素人ホイホイpower）

- YURIA（1月5日、ゲリラ）
- ゆりあさん（2月8日、躾の時間）
- ゆりあさん 2（2月8日、躾の時間）
- ゆりこ（3月1日、E★人妻DX）
- ゆりあさん 3（3月6日、俺の素人）
- ゆりあちゃん（4月13日、素人あんあん）
- ゆりあちゃん 2（4月13日、素人あんあん）
- 【乳しぼり × 腸汁噴射】 爆乳OLに浣腸を挿して出勤妨害。牧場へ連れ去り限界お漏らし羞恥プレイ開始。美しい自然と苦悶する女のコントラストに人の業を見た! 東京カンチョー 12 ゆりあ 広告代理店勤務（4月17日、ENEMA）
- ゆりあさん（5月19日、人妻空蝉橋）
- 吉根さん（5月29日、俺の素人）
- Y146ちゃん（6月2日、蜃気楼）
- ゆりあ（7月21日、日本エロ党大学）
- ゆりあ 2（9月29日、日本エロ党大学）
- ゆりあ（10月13日、あの素人娘のエッチの仕方を公開します。）
- ユリア嬢 (gerk553)（11月28日、ゲリラ）
- 『IKUNA＃6.0』吉根ゆりあ vs 優月まりな 全セクシー界GAMANKO最乳対決 究極（アルティメット）カップ超級女王頂上決戦! いつもイキ潮まくるAVスター競演＜イキガマン狂い＞絶頂決戦『IKUNA』シーズン2! イキガマンの果てに手にする絶頂は恍惚か! 失神か! 失禁か!（12月15日、BOTAN）※DVD版は2024年3月20日発売

- Yさん (ore995)（1月22日、俺の素人）
- 義姉ゆりあ（1月28日、ゲリラ）
- ゆりあさん 2（2月5日、北池袋盗撮倶楽部）
- ゆりあ（2月15日、E★エステDX）
- ゆりあ（4月5日、E★素人DX）
- あやみ（4月27日、ぎがdeれいん）
- ユリ (instc571)（6月2日、いんすた）
- ゆりあちゃん (stime023)（7月26日、躾の時間）
- ゆりあちゃん 2 (stime024)（7月26日、躾の時間）
- ひかり (endx499)（9月4日、E★ナンパDX）
- ゆりあさん (oreco828)（9月11日、俺の素人-Z-）
- ゆりあさん (stime031)（9月20日、躾の時間）
- ゆりあさん 2 (stime032)（9月20日、躾の時間）
- ゆりあ 3 (japorn052)（10月11日、日本エロ党大学）
- ゆりあ (oreco872)（11月1日、俺の素人-Z-）
- Y 2 (orena040)（11月26日、俺の素人）
- ゆりあさん (stime043)（12月6日、躾の時間）
- ゆりあさん 2 (stime044)（12月6日、躾の時間）

- ゆりあちゃん (anan035)（1月9日、素人あんあん）
- ゆりあちゃん 2 (anan036)（1月9日、素人あんあん）
- ゆりあさん (stime057)（1月30日、躾の時間）
- ゆりあさん 2 (stime058)（1月30日、躾の時間）
- ゆりあさん (stime059)（1月30日、躾の時間）
- ゆりあさん 2 (stime060)（1月30日、躾の時間）
- ゆり (oksm065)（3月13日、ぎがdeれいん）
- YURIA (ttjm206)（7月18日、鉄人2号さん）

### イメージDVD / BD
- Yuria M 〜Magnificent〜（2021年6月17日、REbecca）◎
- AV女優の恥ずかしい局部アップ 裸でお掃除イメージビデオ（2022年8月12日、MERCURY）
- AV女優の恥ずかしい局部アップ 裸でお料理イメージビデオ（2022年12月27日、MERCURY）
- パイパンヌード 吉根ゆりあ（2023年2月26日、スパークビジョン）◎
- Mの世界 吉根ゆりあ（2023年4月21日、grace）
- Yuria2 とある奇跡の港町（2024年11月7日、REbecca）◎

### 写真集
- 吉根ゆりあ写真集『Mの世界』（2023年4月25日、ジーウォーク、撮影：太田清隆）ISBN 978-4-86717-563-7 [28]
- もちもちしてみる? 吉根ゆりあ写真集（2024年9月20日、双葉社、撮影：篠原潔）ISBN 978-4-575-31911-8 [29]

### デジタル写真集
- Mカップの告白（7月7日、徳間書店、撮影：柳沢康太）
- トリプルHAPPYキャンペーン 2021 電子ふぉとぶっく（9月3日、FANZA BEAUTY COLLECTION）※FANZA『トリプルHAPPYキャンペーン2021』オリジナルフォトブック。キャンペーンガール15名の撮り下ろし写真を収録。FANZA限定配信。
- Yuria M 〜Magnificent〜（10月8日、REbecca）
- DOUBLE 麻倉ゆあ × 吉根ゆりあ（12月31日、プレステージ出版）

- 実りの季節で 吉根ゆりあ（5月27日、プレステージ出版、撮影：C:TAKERU）※【グラビア写真集】と【ヌード写真集】の2種類あり。
- トリプルHAPPYキャンペーン2022電子ふぉとぶっく（9月2日、FANZA BEAUTY COLLECTION）※FANZA『トリプルHAPPYキャンペーン2022』オリジナルフォトブック。キャンペーンガール15名の撮り下ろし写真を収録。FANZA限定配信。
- みんなあつまれ MOODYZキャンペーン2022 Special Photo Book（11月4日、FANZA BEAUTY COLLECTION）※FANZA『みんなあつまれ! MOODYZキャンペーン2022』オリジナルフォトブック。MOODYZ出演女優32名の撮り下ろし写真を収録。FANZA限定配信。

- パイパンヌード 吉根ゆりあ（4月22日、スパークビジョン、撮影：ケイ）
- れいむ 吉根ゆりあ vol.01～vol.04（5月29日、ジーウォーク、撮影：太田清隆）
- トリプルHAPPYキャンペーン2023電子ふぉとぶっく（9月8日、FANZA BEAUTY COLLECTION）※FANZA『トリプルHAPPYキャンペーン2023』オリジナルフォトブック。撮り下ろし写真を含むキャンペーンガール10名の写真を収録。FANZA限定配信。

- 天月あず × 水原みその × 吉根ゆりあ ヌルヌルッ! 乳ざんまい（1月29日、小学館、撮影：塩原洋）[30]
- 愛人契約 吉根ゆりあ（6月28日、プレステージ出版、撮影：街田和由）
- ホテルラブロマンス 2601号室 吉根ゆりあ（8月16日、プレステージ出版、撮影：街田和由）
- トリプルHAPPYキャンペーン2024 でじたるふぉとぶっく（9月6日、FANZA BEAUTY COLLECTION）※キャンペーンガール10名による『トリプルHAPPYキャンペーン2024』オリジナルフォトブック。FANZA限定配信。

## 製品

### トレーディングカード
- Girl‘s Party Collection -THE FAN♡FUN Trump-（2022年4月15日、Girl‘s Party Collection）- 複数の女優が参加するトレカ形式のトランプ。

### アダルトグッズ
オナホール
- kmp PREMIUM HOLE プレミアムホールDX 吉根ゆりあ（2022年6月30日、YUIRA）

## 出演

### テレビ
- 澁谷果歩のたわわチャレンジ（2019年11月2日、エンタ!959）
- 吉根ゆりあのMの世界（2019年11月16日 - 、エンタ!959） - MC

### ラジオ
- トイズハート放送局（2024年9月14日、ラジオ関西）[31]

### 映画
- 橘アヤコは見られたい（2020年9月11日、オーピー映画） - 早川沙織 役[32]
- 美乳若妻と巨乳女将 蕩けるお宿（2023年7月28日、オーピー映画） - タマミ 役
  - あなたに会いたくて…（2023年12月6日、オーピー映画）※再編集版

### ウェブドラマ
- 真・透明変態人間2　魔性の香水に翻弄されるオンナたち（2022年10月5日、シネポップ、シネマファスト）[33]
- 時空変態童貞2 このループ、何度ヤッても止められない!（2023年3月3日、シネポップ、シネマファスト）[34]

### イベント
- 第12回アニクラTMA AV女優と逢えるアニソン & J-POPイベント 4年ぶりの返り咲き『復活響宴』（2023年9月29日、東京・新宿ロフト）[15]
- EXガールズ卒業イベント FunFan感謝祭（2025年3月30日、東京・レフカダ新宿）[21]

### 雑誌
- 月刊FANZA 2020年3月号（2020年1月22日、ジーオーティー） - 表紙
- 週刊実話 2021年6月17日号（日本ジャーナル出版） - 袋とじ「私、Mなんです」
- 週刊実話 2022年2月17日号（日本ジャーナル出版） - 袋とじ「爆乳がお好きでしょ?」
- 月刊FANZA 2022年4月号（ジーオーティー）- インタビュー「こんなにエロくなりました。」